# Hang (Lagwagon)
Hang è l'ottavo album in studio del gruppo musicale statunitense Lagwagon, pubblicato nel 2014.

## Tracce
1. Burden of Proof – 0:56
2. Reign – 3:21
3. Made of Broken Parts – 2:20
4. The Cog in the Machine – 3:38
5. Poison in the Well – 2:33
6. Obsolete Absolute – 6:11
7. Western Settlements – 3:07
8. Burning Out in Style – 2:55
9. One More Song – 3:18
10. Drag – 2:19
11. You Know Me – 4:17
12. In Your Wake – 3:55

- Tracce Bonus

1. Don't Laugh at Me (Peter, Paul and Mary cover) – 4:00
2. Exit (No Use for a Name cover) – 3:22

## Formazione
- Joey Cape – voce
- Chris Flippin – chitarra
- Chris Rest – chitarra
- Dave Raun – batteria
- Joe Raposo – basso